# Kristian Bush
Kristian Merrill Bush (14 de marzo de 1970 en Knoxville, Tennessee) es un cantante y compositor estadounidense de folk y música country, popular por su trabajo con las agrupaciones Billy Pilgrim y Sugarland. Además ha lanzado un álbum de estudio como solista, titulado Southern Gravity y publicado en el 2015 por el sello Streamsound Records.

## Billy Pilgrim
- St. Christopher's Crossing (1992)[3]
- Words Like Numbers (1993)[3]
- Billy Pilgrim (1994)[3]
- Bloom (1995)[3]
- In the Time Machine (2001)[3]

## Sugarland
- Premium Quality Tunes (2003)
- Sugar in the Raw (2003)
- Twice the Speed of Life (2004)
- Enjoy the Ride (2006)
- Love on the Inside (2008)
- Live on the Inside (2009)
- Gold and Green (2009)
- The Incredible Machine (2010)

## Solista
- Southern Gravity (2015)